# Алунно, Никколо
Никколо Алунно, или Никколо ди Либераторе, также Никколо да Фолиньо (итал. Niccolò Alunno, Niccolò di Liberatore, Niccolò da Foligno; 1430, Фолиньо, Умбрия — 1502, Фолиньо) — итальянский живописец эпохи раннего Возрождения, периода кватроченто умбрийской школы.

## Биография
Николо ди Либераторе ди Джакомо ди Мариано родился в Фолиньо, в Умбрии (центральная Италия) около 1430 года в богатой семье аптекарей, которую он оставил в молодом возрасте, чтобы посвятить себя призванию художника. Псевдоним «Алунно» приписал ему Джорджо Вазари (1568), который неверно истолковывал надпись, помещённую художником на пределле полиптиха Рождества (1492): «Alumnus Fulginie», или «Nicholaus Alumnus Fulginiae», что правильно переводится как «Николай, гражданин Фолиньо», и что Вазари интерпретировал как прозвание художника, а именно, «Аlumno Foligno». Полиптих был создан художником для церкви Сан-Николо в Фолиньо, где его можно увидеть и теперь, а его пределла с надписью хранится в Лувре в Париже.
Никколо Алунно был учеником живописца Бартоломео ди Томмазо да Фолиньо, главным помощником которого был Беноццо Гоццоли, ученик Фра Анджелико. В 1460 году Никколо женился на Катерине, единственной дочери Пьетро ди Джованни, прозванного Маццафорте, самого известного художника Фолиньо между 1440 и 1450 годами, сына Джованни ди Коррадуччо, с которым он на протяжении как минимум двух лет поддерживал партнерские отношения.
В 1458 году вместе со своим тестем Маццафорте Никколо Алунно создал алтарь «Мадонна деи Консоли» для францисканской церкви Деруты близ Перуджи. Это была его первая известная работа, в которой прослеживаются особые черты его индивидуального стиля, вдохновленного произведениями фра Анджелико.
Позднее в его творчестве преобладает влияние Бартоломео ди Томмазо, другого известного художника Фолиньо первой половины XV века. В некоторых произведениях Никколо можно также увидеть живописную манеру Беноццо Гоццоли, с которым он, вероятно, поддерживал связь, поскольку между 1450 и 1452 годами он находился в соседнем Монтефалько, где создавал цикл фресок в апсиде церкви Сан-Франческо.
В его мастерской в Фолиньо изготавливались алтарные картины, полиптихи, процессионные хоругви, а также произведения на светскую тематику, которые продавались в основном в восточной Умбрии и в значительной части региона Марке. Некоторые из его работ до настоящего времени можно видеть в Фолиньо, в старинной церкви Сан-Доменико (ныне Муниципальный аудиториум), богатой фресками XIV и XV веков. В приходской церкви Сан-Маттео в Каннаре находится алтарный образ, изображающий Деву Марию на троне с младенцем Иисусом между святыми Франциском Ассизским и Матфеем Евангелистом; Также в Каннаре в церкви Сан-Джованни-Баттиста хранится алтарь, изображающий Мадонну с Младенцем между святыми Иоанном Крестителем и Себастьяном, выполненный в 1482 году при участии его сына Латтанцио. Среди его первых фресок — росписи капеллы Пьетро-ди-Кола-делле-Кассе и Санта-Марта в церкви Санта-Мария-ин-Кампис, примыкающей к муниципальному кладбищу Фолиньо.
Наиболее значимые полиптихи работы Алунно: «Сан-Руфино» (1462), ныне находящийся в Епархиальном музее Ассизи; алтарь церкви Монтельпаро (1466), в настоящее время экспонирующаяся в Пинакотеке Ватикана; полиптих церкви Сан-Северино-ин-Марке (1468); Сан-Франческо-ин-Гуальдо-Тадино (1470), «Полиптих Рождества», хранящийся в церкви Сан-Николо-ин-Фолиньо (1492) и другие.
Художник скончался в 1502 году в Фолиньо. Он утверждал, что был учителем Перуджино, Пинтуриккьо и Андреа Алоиджи из Ассизи. Свою мастерскую он оставил сыну Латтанцио и ученику Уголино-ди-Жизберто.
Никколо Алунно был представителем круга местных художников первой половины XV века, группы, условно называемой «школой Фолиньо». Их произведения отличаются ярко выраженным вкусом к экспрессивности. Некоторые шедевры художников флорентийской школы, находившиеся в Умбрии, также имели большое значение для творчества Алунно, например, Полиптих Сан-Доменико фра Беато Анджелико в Перудже или фрески Беноццо Гоццоли с историями святого Франциска в Монтефалько.
Последующие путешествия по Марке обогатили стиль живописи Никколо Алунно новыми чертами, в частности, благодаря венецианским художникам. Влияние Бартоломео Виварини очевидно в полиптихе Кальи и в полиптихе Монтельпаро. Затем на него оказал влияние Карло Кривелли, с которым он познакомился около 1472 года и у которого он почерпнул интерес к подчёркнутым контурным линиям с эффектами декоративности.
На последнем этапе своего творчества Алунно находился под влиянием творчества Перуджино и Пинтуриккьо, и в особенности произведений Луки Синьорелли, чей стиль соответствовал драматическому вкусу Алунно.

## Галерея

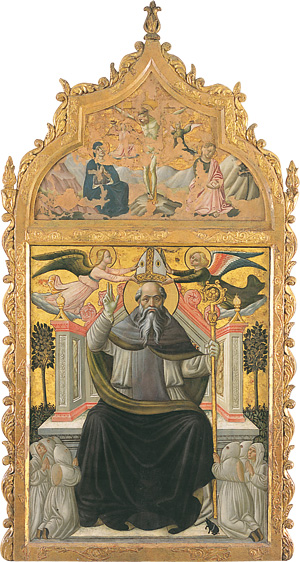
Гонфалоне (Хоругвь) Святого Антония Аббата. 1457. Дерево, темпера. Муниципальная пинакотека, Дерута
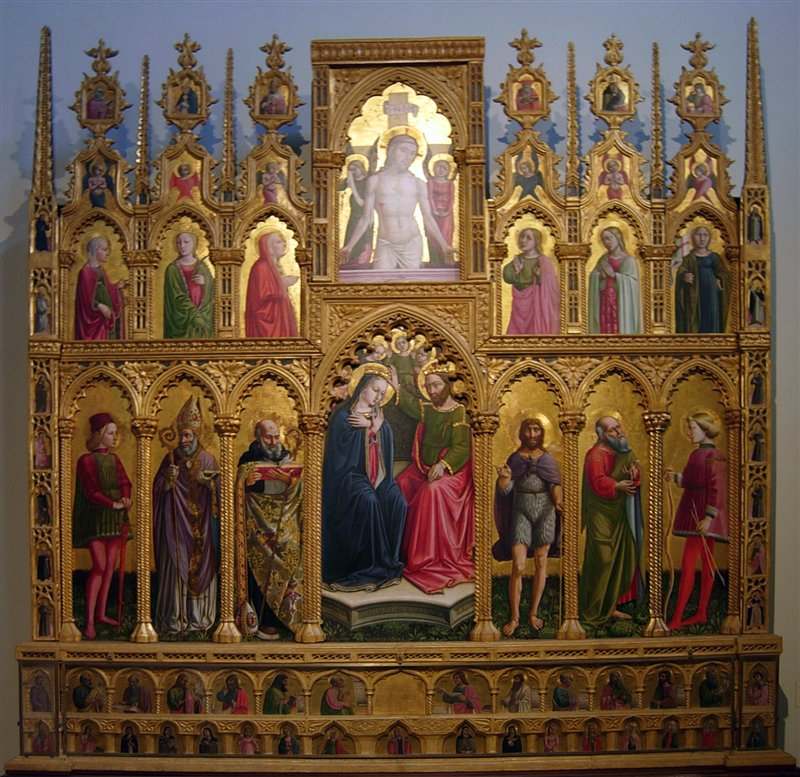
Полиптих Монтельпаро. 1466. Дерево, темпера, золочение. Ватиканская пинакотека
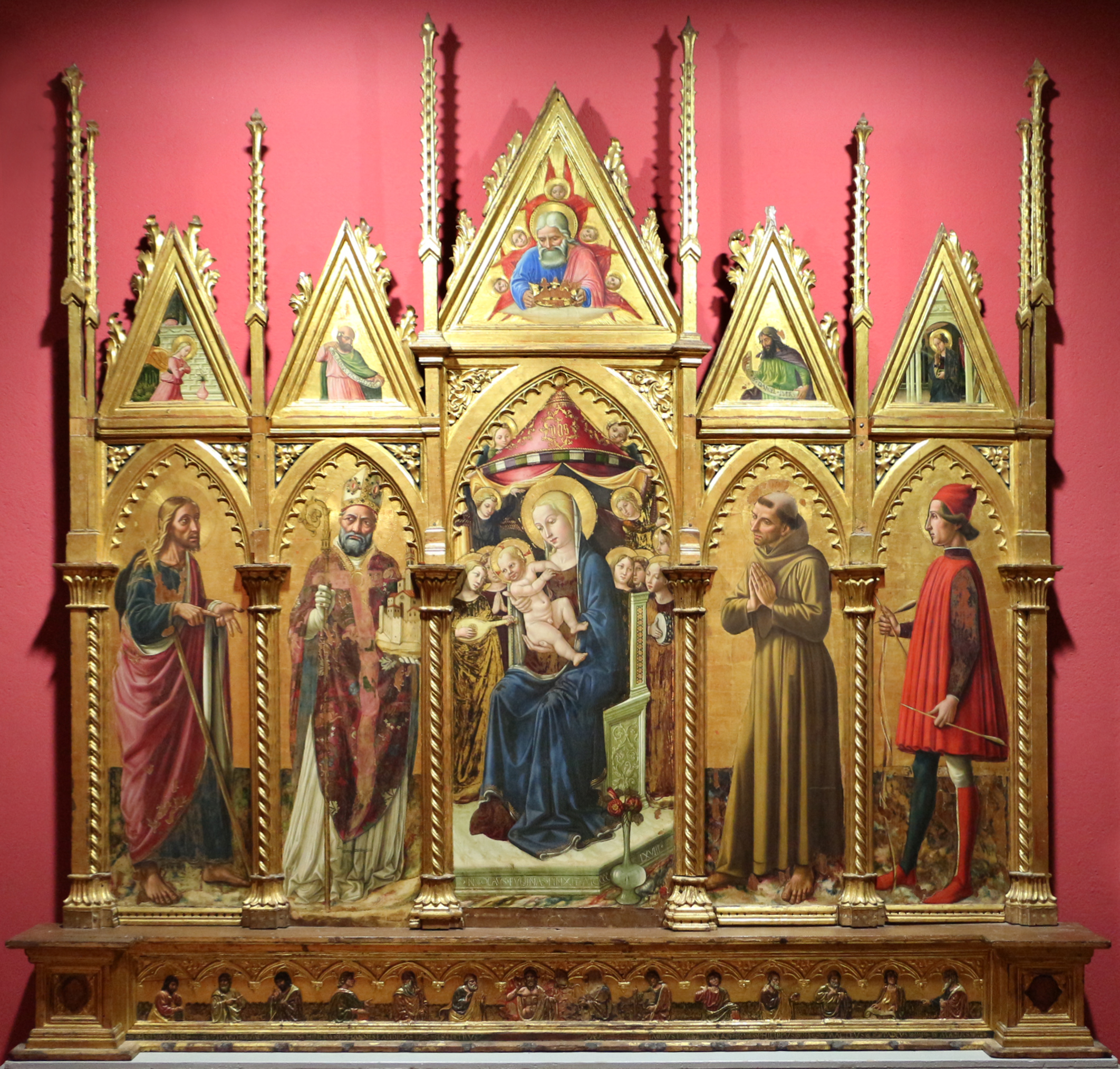
Полиптих Сан-Северино. 1468. Городская пинакотека Падре Пьетро Такки Вентури. Сан-Северино, Марке
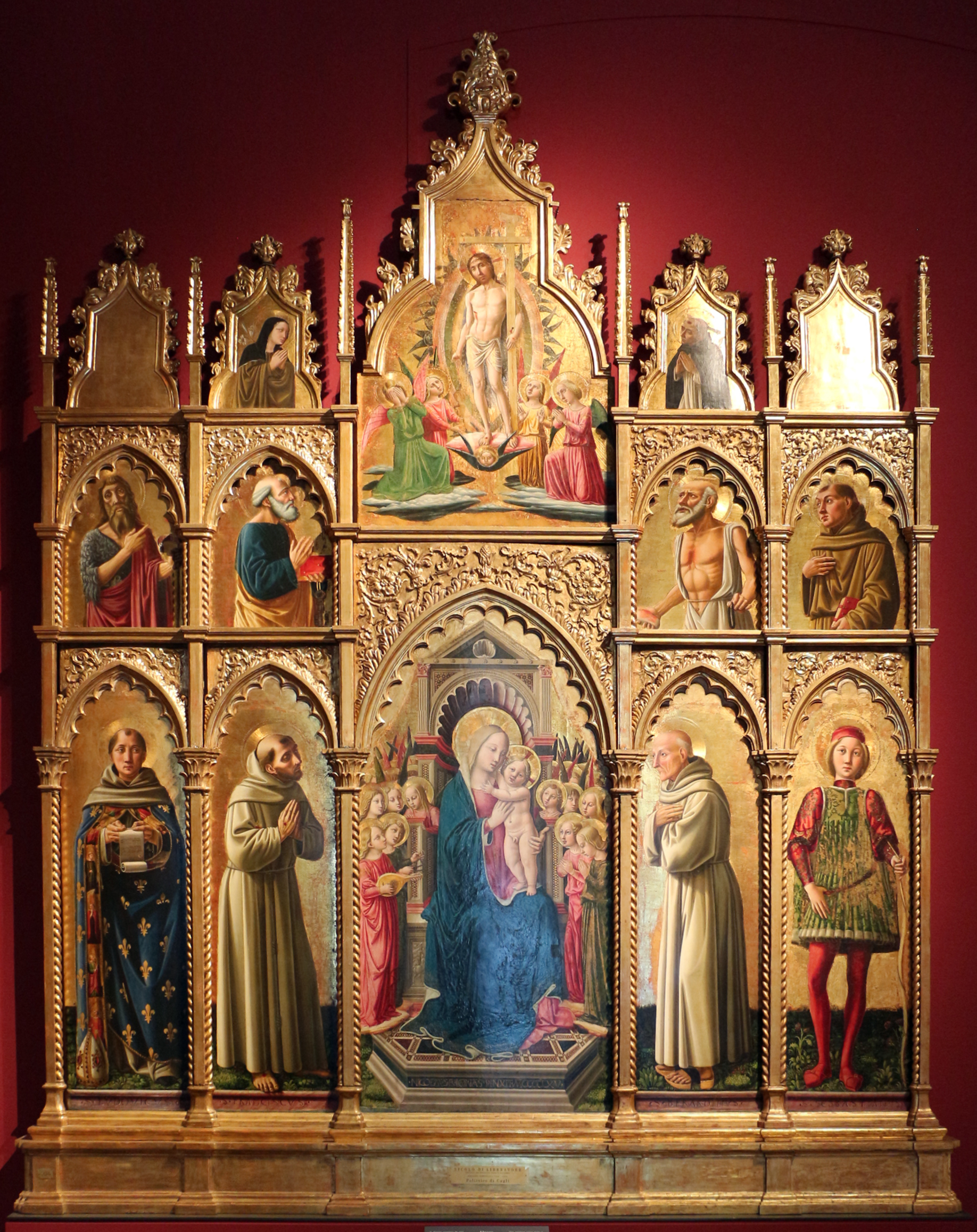
Полиптих Кальи. 1461. Пинакотека Брера, Милан
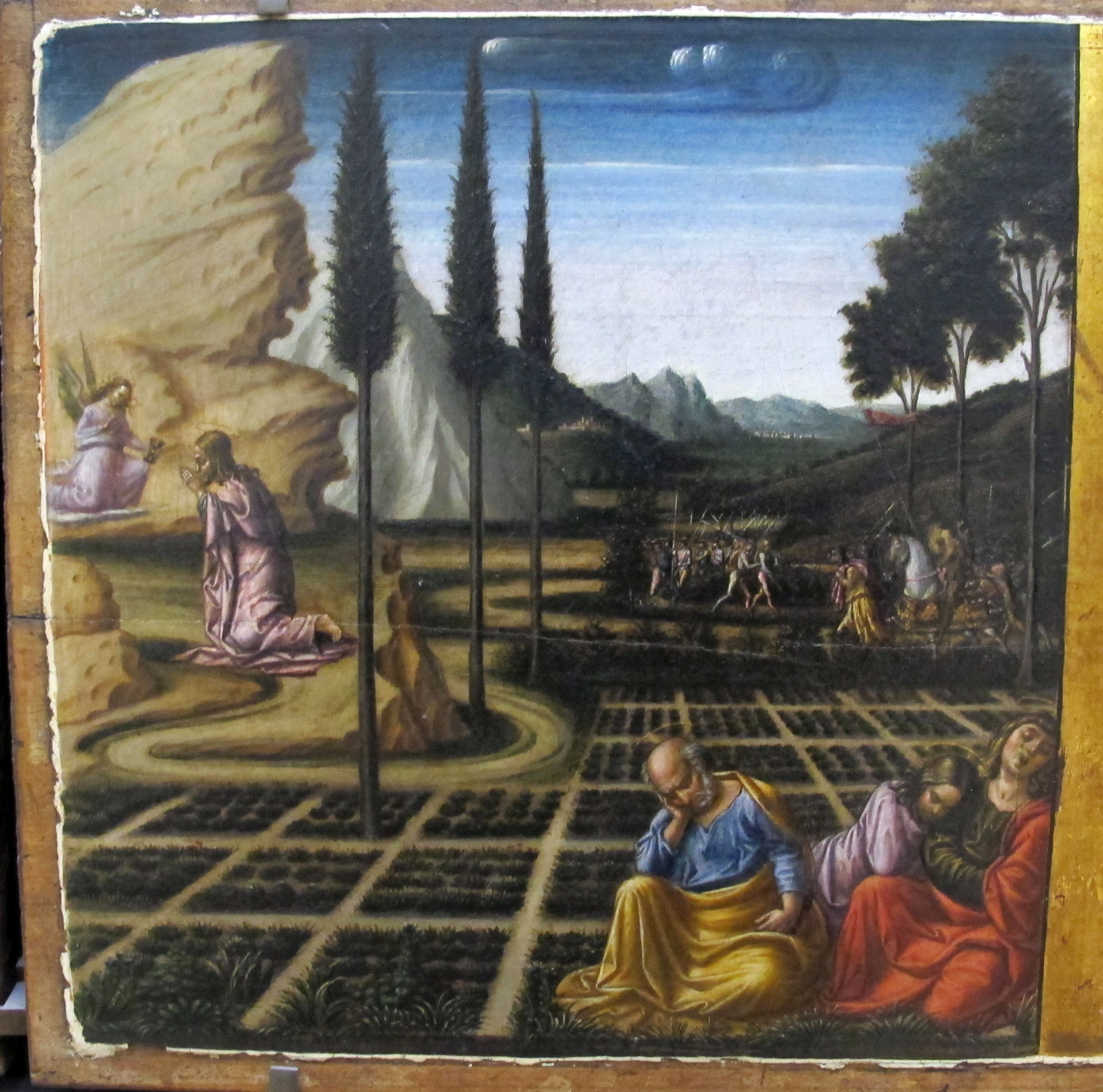
Моление о чаше. Пределла алтаря капеллы Святого Николая церкви Сан-Николо-а-Фолиньо. Между 1475 и 1500. Дерево, масло. Лувр, Париж
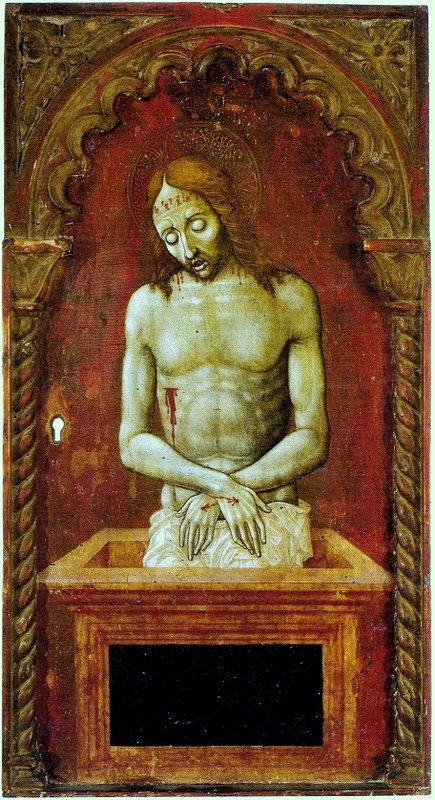
Христос в гробнице (Vir Dolorum). Между 1480 и 1500. Дерево, темпера. Художественный музей Сан-Паулу, Бразилия
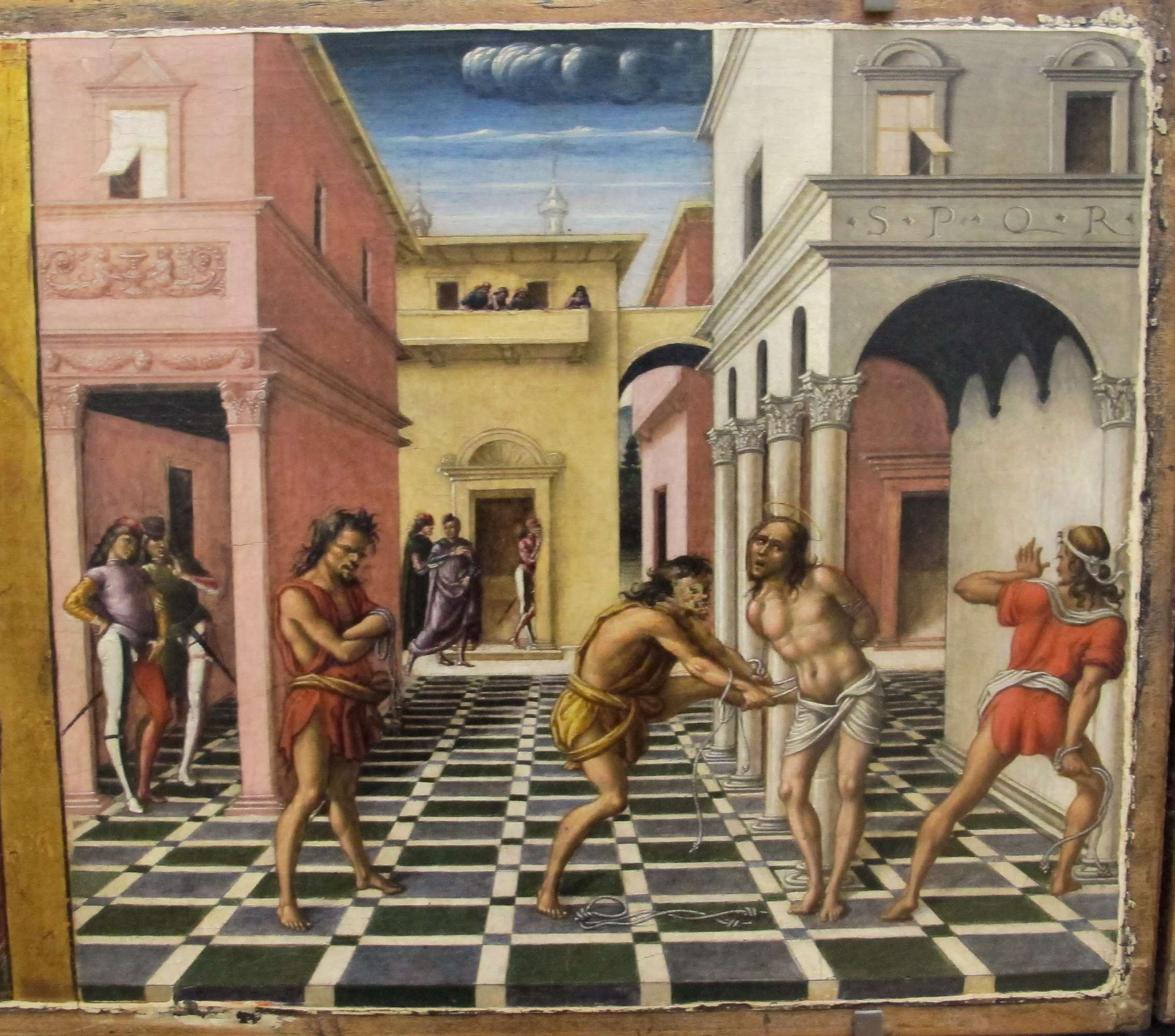
Бичевание Христа. Пределла Полиптиха Рождества. 1492. Церковь Сан-Николо-ин-Фолиньо